# Туманность Кошачий Глаз
Туманность «Кошачий Глаз», или NGC 6543 — планетарная туманность в созвездии Дракона. Это одна из самых сложных по структуре туманностей. На снимках, сделанных с высоким разрешением телескопом Хаббла, видно множество сплетений, выбросов и ярких дугообразных элементов.
Современные исследования туманности выявили ряд особенностей, которые не получили однозначного объяснения. Сложность структуры туманности обычно объясняется корональными выбросами в двойной звёздной системе в центре туманности, но прямых свидетельств, что центральная звезда имеет компаньона, не найдено. В ходе анализа химического состава различными методами также были получены противоречивые данные. Причина этих расхождений неясна. В центре Туманности Кошачий Глаз была яркая и горячая звезда, но около 1000 лет назад эта звезда потеряла свою внешнюю оболочку и произвела туманность.

## Общая информация
Туманность была обнаружена Уильямом Гершелем 15 февраля 1786 года. Она стала первой планетарной туманностью, у которой был изучен спектр. Это сделал английский астроном-любитель Уильям Хаггинс в 1864 году.

Ещё в 1864 г. английский астроном Геггинс избрал туманность в Драконе «пробным камнем» для первых спектроскопических наблюдений этих загадочных объектов. Спектральный анализ ещё только зарождался, и Геггинс наблюдал спектр туманности Дракона визуально, присоединив спектроскоп к окулярной части телескопа. Велико было его удивление, когда вместо привычной радужной полоски спектра поглощения, характерного для большинства звезд, он увидел только три яркие разноцветные линии на совершенно темном фоне. Вопреки ожиданиям, туманность Дракона оказалась состоящей не из звезд, а из светящихся газов. Впервые спектроскоп доказал, что в мировом пространстве, кроме звезд и планет, есть исполинские облака разреженных и светящихся газов.
— Ф.Ю Зигель «Сокровища звездного неба: Путеводитель по созвездиям и Луне.» — М.: Наука, 1986
NGC 6543 хорошо изучена. Она относительно яркая (звёздная величина составляет 8,1m), кроме того, имеет высокую поверхностную яркость. Её высокое склонение означает, что она легко доступна для наблюдений из северного полушария, где исторически располагается большинство телескопов. Она находится почти по направлению на северный полюс эклиптики.
Размер внутренней яркой области составляет 20 секунд в диаметре (Reed et al. 1999),[уточнить] однако у туманности имеется обширное гало, которое сбросила порождающая звезда на стадии красного гиганта. Эта область имеет размер в 386 секунд, или 6,4 минуты.
Было установлено, что «ядро» туманности имеет плотность около 5000 частиц/см³ и температуру около 8000 К. (Wesson & Liu 2004) Температура гало выше — 15 000 К, а плотность значительно ниже.
Центральная звезда имеет класс O с температурой 80 000 К. Она примерно в 10 000 раз ярче Солнца, в то время как её радиус составляет 0,65 от солнечного. Спектроскопические исследования выявили, что в настоящее время эта звезда теряет массу, излучая интенсивный солнечный ветер, со скоростью 3,2⋅10−7 солнечных масс в год, или 20 триллионов тонн в секунду. Скорость ветра достигает 1900 км/с. Расчёты показали, что текущая масса звезды чуть превышает солнечную, но изначально она была почти в 5 раз больше неё. (Bianchi, Cerrato & Grewing 1986)

## Наблюдения в рентгеновских лучах

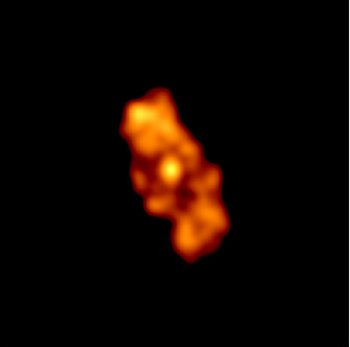
Изображение туманности NGC 6543 в рентгеновских лучах

Недавние наблюдения в рентгеновском диапазоне с помощью рентгеновской обсерватории Чандра показали наличие чрезвычайно горячего газа в NGC 6543 с температурой 1,7×106 K. Изображение в верхней части этого раздела представляет собой сочетание оптических изображений с космического телескопа Хаббл и рентгеновских снимков с телескопа Чандра. Считается, что сам горячий газ является результатом взаимодействия мощного звездного ветра с материалом, который был исторгнут ранее. Это взаимодействие создало внутренний пузырь туманности.
Наблюдения обсерватории Чандра также показали наличие точечного источника в районе центральной звезды. Спектр этого источника распространяется на жесткую часть спектра рентгеновского излучения, до 0,5-1,0 кэВ. Для звезды с температурой фотосферы около 100 000 K не следует ожидать сильного излучения в жестких рентгеновских лучах, и поэтому его присутствие является загадкой. Это может свидетельствовать о наличии высокой температуры аккреционного диска в двойной звездной системе.

## Расстояние
Измерение точных расстояний до планетарных туманностей всегда представляло собой проблему. Многие методы, применяющиеся для этого, основываются на общих предположениях и могут быть неточны в конкретных случаях.
Однако в последние годы использование телескопа Хаббла позволило ввести новый метод определения расстояний. Все планетарные туманности расширяются, поэтому наблюдения с достаточным угловым разрешением, совершаемые с промежутком в несколько лет, отмечают увеличение видимых размеров туманностей. Обычно это увеличение очень мало — всего лишь несколько миллисекунд в год или меньше. С помощью спектроскопических наблюдений, используя эффект Доплера, можно вычислить линейную скорость расширения вдоль луча зрения. Затем, сравнив угловую скорость роста с линейной, можно рассчитать расстояние до туманности.
В 1994 и 1997 годах NGC 6543 была исследована по этому методу. Её угловое расширение оказалось равным примерно 10 миллисекунд в год, а линейное — 16,4 км/с. В конечном итоге было установлено, что расстояние до туманности приблизительно равно 1000 парсекам (или 3300 световым годам, или 3⋅1016 км). (Reed et al. 1999)

## Возраст
По угловой скорости расширения можно также определить возраст туманности. Почти все проведённые измерения говорят о том, что если оно происходило с постоянной скоростью, то от начала образования прошло около 1000 лет. (Reed et al. 1999) Поскольку вновь выбрасываемое вещество встречает на своём пути сопротивление в виде уже имеющегося (выделенного на ранних стадиях эволюции), этот срок следует считать верхним пределом возраста туманности.
В то же время оказалось, что внешние пиковидные части туманности имеют бо́льший возраст — равный примерно 1600 годам.[уточнить] Скорее всего, они образовались из вещества, выброшенного звездой ещё до образования самой туманности.

## Состав
Как и для большинства далёких астрономических объектов, главные составляющие NGC 6543 — это водород и гелий, в то время как более тяжёлые элементы присутствуют в гораздо меньших количествах. Точный состав может быть определён на основании спектроскопических наблюдений. Все включения обычно описываются по отношению к водороду, самому распространённому элементу.
Различные исследования обычно дают неодинаковые данные по элементному составу. Часто это происходит из-за того, что спектрографы телескопов не могут собрать весь свет, исходящий от исследуемых объектов, а принимают лишь его долю через диафрагму или апертуру объектива. Следовательно, при разных наблюдениях захватываются разные части туманностей.
Но в случае с NGC 6543 результаты измерений в целом сходятся. Содержание гелия относительно водорода составляет 0,12, углерода, как и азота, — 3⋅10−4, и кислорода — 7⋅10−4. Это типичные соотношения для планетарных туманностей. Относительное содержание и углерода, и азота, и кислорода выше, чем у нашего Солнца, так как атмосфера звёзд насыщается этими элементами, получающимися в процессе ядерного синтеза, уже ближе к стадии планетарной туманности. (Wesson & Liu 2004) (Hyung et al. 2000)
Тщательный спектроскопический анализ NGC 6543 показал, что она может содержать небольшое количество вещества, значительно обогащённого тяжёлыми элементами.

## Развитие и морфология

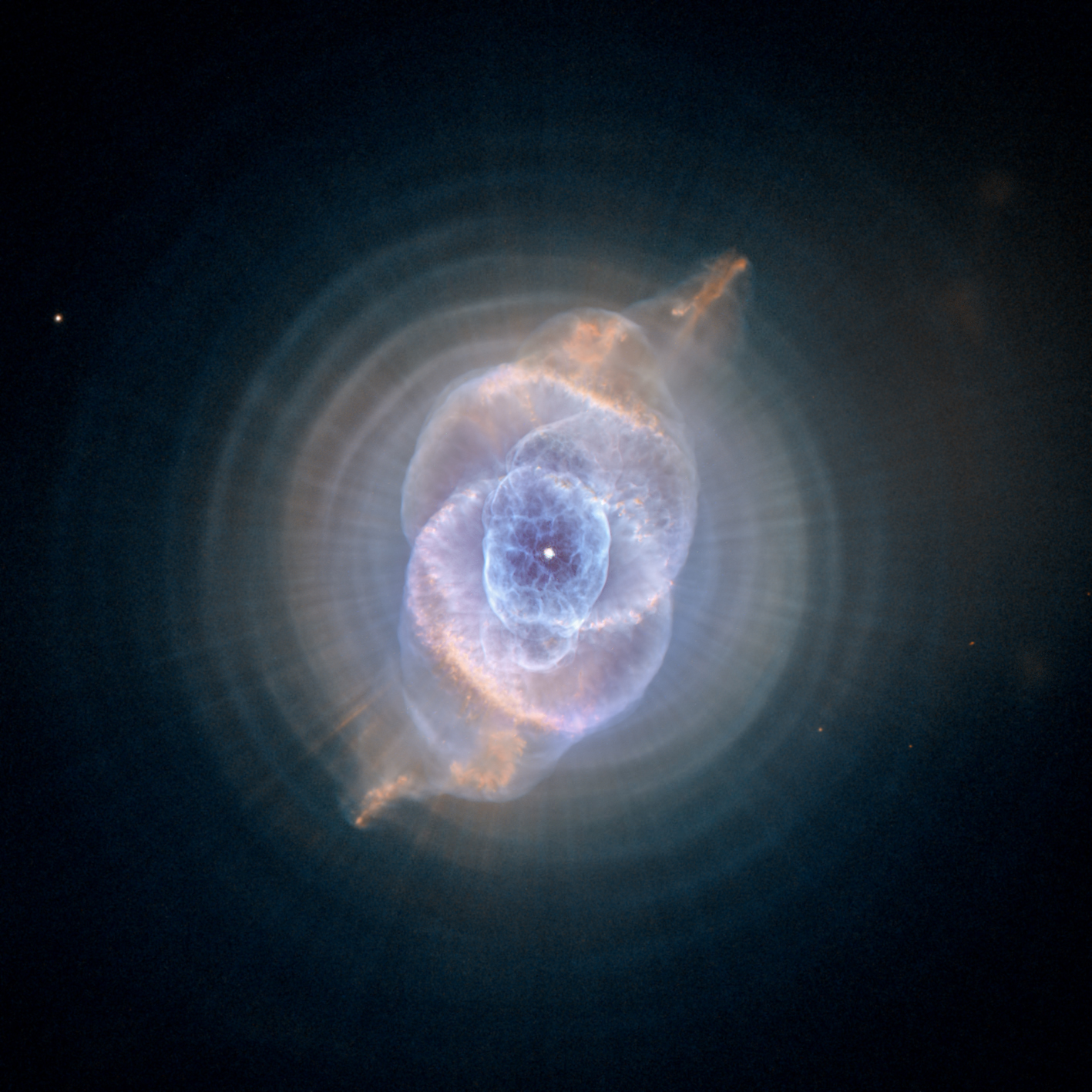
Обработанное изображение NGC 6543 позволило выявить внутреннюю структуру: концентрические окружности газа, окружающие внутреннее ядро, линейные структуры, которые, вероятно, образуются джетами, исходящими от двойной звёздной системы в центре туманности.

В плане структуры, Кошачий глаз — очень сложная туманность, и механизм или механизмы, приведшие к такому сложному строению, до конца не поняты.
На структуру яркой области туманности преимущественно влияет взаимодействие между быстрым солнечным ветром центральной звезды и веществом, выброшенным на стадии образования туманности. Это взаимодействие также порождает рентгеновское излучение. Солнечный ветер «выдувает» к внешним границам массы вещества, находящиеся внутри «пузыря» туманности, и в будущем может привести к его разрыву с двух сторон. (Balick & Preston 1987)
Предполагается, что центральная звезда туманности может быть двойной. Существование аккреционного диска, вызванного передачей вещества между компонентами системы, в свою очередь, могло привести к образованию полярных струйных течений, взаимодействующих с окружающей материей, выброшенной ранее. С течением времени направление течений изменялось бы под влиянием прецессии. (Miranda & Solf 1992)
За пределами яркой области туманности различим ряд концентрических колец, которые, предполагается, были выброшены звездой перед началом формирования туманности, на стадии красного гиганта по диаграмме Герцшпрунга — Рассела. Эти кольца распределены равномерно, что указывает на то, что они были выброшены через одинаковые интервалы времени и с одинаковой скоростью. (Balick, Wilson & Hajian 2001)

## Открытые вопросы

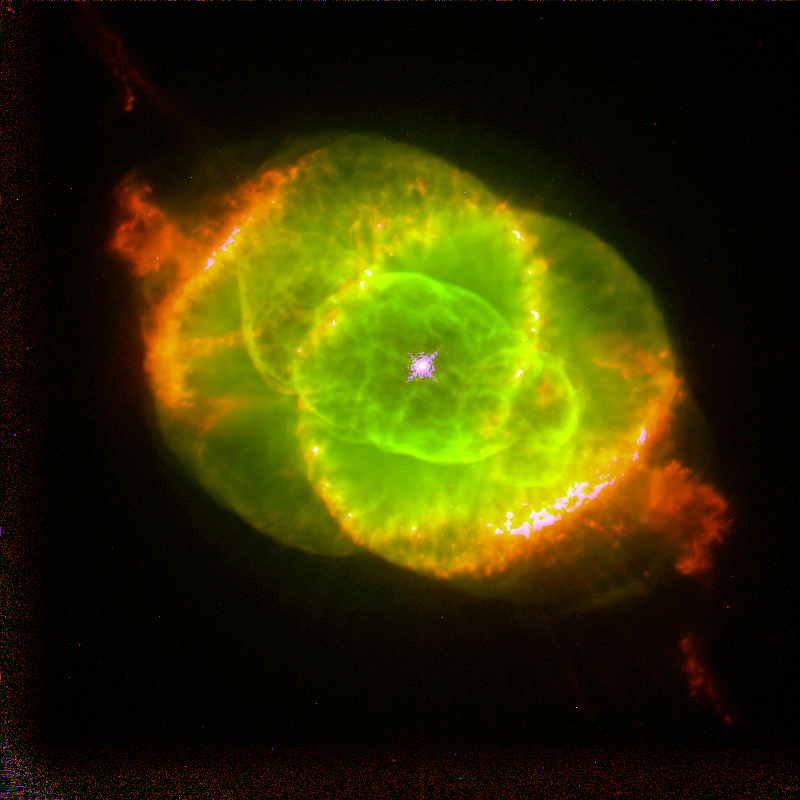
Фотография, сделанная телескопом Хаббла в 1994 году

Несмотря на активное изучение, туманность Кошачий Глаз хранит много загадок. Похоже, что концентрические кольца, окружающие туманность, были выброшены с интервалами в несколько сотен лет — время, которое сложно объяснить. Считается, что тепловые пульсации, в первую очередь ответственные за образование планетарных туманностей, происходят с интервалом в несколько десятков тысяч лет, а более мелкие поверхностные пульсации — от нескольких лет до десятков лет. Таким образом, механизм, ответственный за выброс вещества с обнаруженным периодом в этой туманности, ещё не известен науке.
Спектры планетарных туманностей состоят из линий испускания. Эти линии могут образоваться либо из-за столкновительного возбуждения ионов туманности, либо из-за рекомбинации электронов с ионами. Линии, возникшие по первой причине, обычно значительно сильнее выражены; это исторически служит для определения содержания элементов. Однако исследования показывают, что для NGC 6543 содержания, вычисленные по линиям рекомбинации, примерно в 3 раза выше, чем те, что были вычислены по линиям столкновения. (Wesson & Liu 2004) О причинах этого расхождения ведутся споры.